# Équipe d'Angleterre de football à la Coupe du monde 1962
L'équipe d'Angleterre de football est quart de finaliste de la Coupe du monde 1962.

## Effectif
| Numéro / Nom       | Numéro / Nom        | Club                    | Date de naissance | J.              | Buts            |                 |                 |                 |
| Gardiens de but    | Gardiens de but     | Gardiens de but         | Gardiens de but   | Gardiens de but | Gardiens de but | Gardiens de but | Gardiens de but | Gardiens de but |
| ------------------ | ------------------- | ----------------------- | ----------------- | --------------- | --------------- | --------------- | --------------- | --------------- |
| 1                  | Ron Springett       | Sheffield Wednesday     | 22 juillet 1935   | 0               | 0               | 0               | 0               | 0               |
| 12                 | Alan Hodgkinson     | Sheffield United        | 16 août 1936      | 0               | 0               | 0               | 0               | 0               |
| 22                 | Gordon Banks        | Leicester City          | 30 décembre 1937  | 0               | 0               | 0               | 0               | 0               |
| Défenseurs         |                     |                         |                   |                 |                 |                 |                 |                 |
| 2                  | Jimmy Armfield      | Blackpool               | 21 septembre 1935 | 0               | 0               | 0               | 0               | 0               |
| 3                  | Ray Wilson          | Huddersfield Town       | 17 décembre 1934  | 0               | 0               | 0               | 0               | 0               |
| 15                 | Maurice Norman      | Tottenham Hotspur       | 8 mai 1934        | 0               | 0               | 0               | 0               | 0               |
| 16                 | Bobby Moore         | West Ham United         | 12 avril 1941     | 0               | 0               | 0               | 0               | 0               |
| 21                 | Don Howe            | West Bromwich Albion    | 12 octobre 1935   | 0               | 0               | 0               | 0               | 0               |
| Milieux de terrain |                     |                         |                   |                 |                 |                 |                 |                 |
| 5                  | Peter Swan          | Sheffield Wednesday     | 8 octobre 1936    | 0               | 0               | 0               | 0               | 0               |
| 6                  | Ron Flowers         | Wolverhampton Wanderers | 28 juillet 1934   | 0               | 0               | 0               | 0               | 0               |
| 7                  | John Connelly       | Manchester United       | 18 juillet 1936   | 0               | 0               | 0               | 0               | 0               |
| 11                 | Bobby Charlton      | Manchester United       | 11 octobre 1937   | 0               | 0               | 0               | 0               | 0               |
| 14                 | Stan Anderson       | Sunderland              | 27 février 1933   | 0               | 0               | 0               | 0               | 0               |
| 17                 | Bryan Douglas       | Blackburn Rovers        | 27 mai 1934       | 0               | 0               | 0               | 0               | 0               |
| 20                 | George Eastham      | Arsenal                 | 23 septembre 1936 | 0               | 0               | 0               | 0               | 0               |
| Attaquants         |                     |                         |                   |                 |                 |                 |                 |                 |
| 4                  | Bobby Robson        | West Bromwich Albion    | 18 février 1933   | 0               | 0               | 0               | 0               | 0               |
| 8                  | Jimmy Greaves       | Tottenham Hotspur       | 20 février 1940   | 0               | 0               | 0               | 0               | 0               |
| 9                  | Gerry Hitchens      | Inter Milan             | 8 octobre 1934    | 0               | 0               | 0               | 0               | 0               |
| 10                 | Johnny Haynes       | Fulham                  | 17 octobre 1934   | 0               | 0               | 0               | 0               | 0               |
| 13                 | Derek Kevan         | West Bromwich Albion    | 6 mars 1935       | 0               | 0               | 0               | 0               | 0               |
| 18                 | Roger Hunt          | Liverpool               | 20 juillet 1938   | 0               | 0               | 0               | 0               | 0               |
| 19                 | Alan Peacock        | Middlesbrough           | 29 octobre 1937   | 0               | 0               | 0               | 0               | 0               |
| Sélectionneur      |                     |                         |                   |                 |                 |                 |                 |                 |
|                    | Walter Winterbottom |                         | 31 mars 1913      |                 |                 |                 |                 |                 |

## Qualification
L'Angleterre se qualifie en finissant première d'un groupe comprenant le Portugal et le Luxembourg.

## La coupe du monde

### Premier tour
| Classement final |            |     |   |   |   |   |    |    |      |
|                  | Équipe     | Pts | J | G | N | P | BP | BC | Diff |
| 1                | Hongrie    | 5   | 3 | 2 | 1 | 0 | 8  | 2  | +6   |
| 2                | Angleterre | 3   | 3 | 1 | 1 | 1 | 4  | 3  | +1   |
| 3                | Argentine  | 3   | 3 | 1 | 1 | 1 | 2  | 3  | -1   |
| 4                | Bulgarie   | 1   | 3 | 0 | 1 | 2 | 1  | 7  | -6   |

| 30 mai | Argentine  | 1 | 0 | Bulgarie   |
| 31 mai | Hongrie    | 2 | 1 | Angleterre |
| 2 juin | Angleterre | 3 | 1 | Argentine  |
| 3 juin | Hongrie    | 6 | 1 | Bulgarie   |
| 6 juin | Argentine  | 0 | 0 | Hongrie    |
| 7 juin | Angleterre | 0 | 0 | Bulgarie   |

L'Angleterre se qualifie pour les quarts de finale grâce à une meilleure moyenne de buts que l'Argentine.
| 31 mai 1962                       | Hongrie                | 2 - 1 | Angleterre        | Estadio Braden Cooper Co., Rancagua     |                                         |
| 15:00 · Historique des rencontres | Tichy 17e · Albert 61e |       | Flowers 60e (pen) | Spectateurs : 7 938 Arbitrage : M. Horn | Spectateurs : 7 938 Arbitrage : M. Horn |
| 15:00 · Historique des rencontres | (Rapport)              |       |                   | Spectateurs : 7 938 Arbitrage : M. Horn | Spectateurs : 7 938 Arbitrage : M. Horn |

| 2 juin 1962                       | Angleterre                                     | 3 - 1 | Argentine      | Estadio Braden Cooper Co., Rancagua         |                                             |
| 15:00 · Historique des rencontres | Flowers 17e (pen) · Charlton 42e · Greaves 67e |       | Sanfilippo 81e | Spectateurs : 9 794 Arbitrage : M. Reginato | Spectateurs : 9 794 Arbitrage : M. Reginato |
| 15:00 · Historique des rencontres | (Rapport)                                      |       |                | Spectateurs : 9 794 Arbitrage : M. Reginato | Spectateurs : 9 794 Arbitrage : M. Reginato |

| 7 juin 1962                       | Angleterre | 0 - 0 | Bulgarie | Estadio Braden Cooper Co., Rancagua        |                                            |
| 15:00 · Historique des rencontres |            |       |          | Spectateurs : 5 700 Arbitrage : M. Blavier | Spectateurs : 5 700 Arbitrage : M. Blavier |
| 15:00 · Historique des rencontres | (Rapport)  |       |          | Spectateurs : 5 700 Arbitrage : M. Blavier | Spectateurs : 5 700 Arbitrage : M. Blavier |

### Quart de finale
| 10 juin 1962                      | Brésil                        | 3 - 1 | Angleterre   | Estadio Sausalito, Viña del Mar                  |                                                  |
| 14:30 · Historique des rencontres | Garrincha 31e, 59e · Vavá 53e |       | Hitchens 38e | Spectateurs : 17 736 Arbitrage : Pierre Schwinte | Spectateurs : 17 736 Arbitrage : Pierre Schwinte |
| 14:30 · Historique des rencontres | (Rapport)                     |       |              | Spectateurs : 17 736 Arbitrage : Pierre Schwinte | Spectateurs : 17 736 Arbitrage : Pierre Schwinte |